# Vidalia, Georgia
Vidalia är en stad (city) i Montgomery County, och  Toombs County, i delstaten Georgia, USA. Enligt United States Census Bureau har staden en folkmängd på 10 551 invånare (2011) och en landarea på 44,7 km².